# (208916) Robertcaldwell
(208916) Robertcaldwell est un astéroïde de la ceinture principale.

## Description
(208916) Robertcaldwell est un astéroïde de la ceinture principale. Il fut découvert le 5 octobre 2002 à l'observatoire d'Apache Point par le programme Sloan Digital Sky Survey. Il présente une orbite caractérisée par un demi-grand axe de 2,77 UA, une excentricité de 0,09 et une inclinaison de 11,7° par rapport à l'écliptique.

## Compléments